# ATB Tamel
ATB Tamel SA – polskie przedsiębiorstwo przemysłowe produkujące silniki elektryczne, powstałe w 1949 w Tarnowie.
Przedsiębiorstwo państwowe, które miało produkować rocznie 120 tysięcy silników elektrycznych, zlokalizowano na północ od miasta, na terenie Piaskówki, obok Zakładów Mięsnych w Klikowej, przy bocznicy kolejowej prowadzącej do byłej cegielni Władysława Bracha Kantoria. Dyrekcja początkowo znajdowała się w Katowicach, a w sierpniu 1949 przeniesiona została do Tarnowa. Budowę Południowych Zakładów Wytwórczych Silników Elektrycznych M-7 rozpoczęto w 1949, a oddano do użytku w 1952, w okresie planu sześcioletniego. Od rodzaju produkcji nazwano ulicę, przy której jest firma, ulicą Elektryczną. Nadzór nad zakładami pełnił minister przemysłu ciężkiego. W pierwszym roku produkcji wytworzono 9500 sztuk. Sprzedaż na eksport rozpoczęto w 1955. Produkcja rosła, w 1956 po raz pierwszy wykonano 100 000 silników. Fabrykę rozbudowywano. W latach 1958–1967 powstały: kolejna hala produkcyjna, odlewnia kokilowa żeliwa, hala wykrawalni, odlewnia ciśnieniowa. W 1962 Minister Przemysłu zmienił nazwę firmy na Fabryka Silników Elektrycznych Tamel. W latach 1971–1976 powstała hala obróbki cieplno-chemicznej i zmodernizowano odlewnię żeliwa. W latach przynależności firmy do Zjednoczenia Maszyn i Aparatów Elektrycznych „Ema” zakład nazywał się Fabryka Silników Elektrycznych Ema-Tamel.
W okresie transformacji ustrojowej przedsiębiorstwo państwowe zostało przekształcone w spółkę akcyjną Skarbu Państwa, następnie od 1995 prywatyzowane: w 1998 Tamel dołączył do grupy Invensys Brook Crompton. W 2002 Invensys sprzedał grupę Brook Crompton firmie Lindeteves Jacoberg z Singapuru. W 2006 ATB przejął większość udziałów Lindevetes Jacoberg. W 2011 Grupa Wolong Holding przejęła 98% udziałów w Grupie ATB, przez co tarnowska wytwórnia stała się częścią organizacji o globalnym zasięgu z siedzibą w Shangyu, w prowincji Zhejiang na południowo-wschodnim wybrzeżu Chińskiej Republiki Ludowej.
Sprzedaż krajowa stanowi 25% sprzedaży ogółem fabryki, a trzykrotnie większa reszta produkcji wędruje na eksport, głównie do Niemiec, Wielkiej Brytanii i Szwecji. Udział Tamelu w krajowym rynku elektrycznych silników indukcyjnych wynosi około 30%.

## Galeria

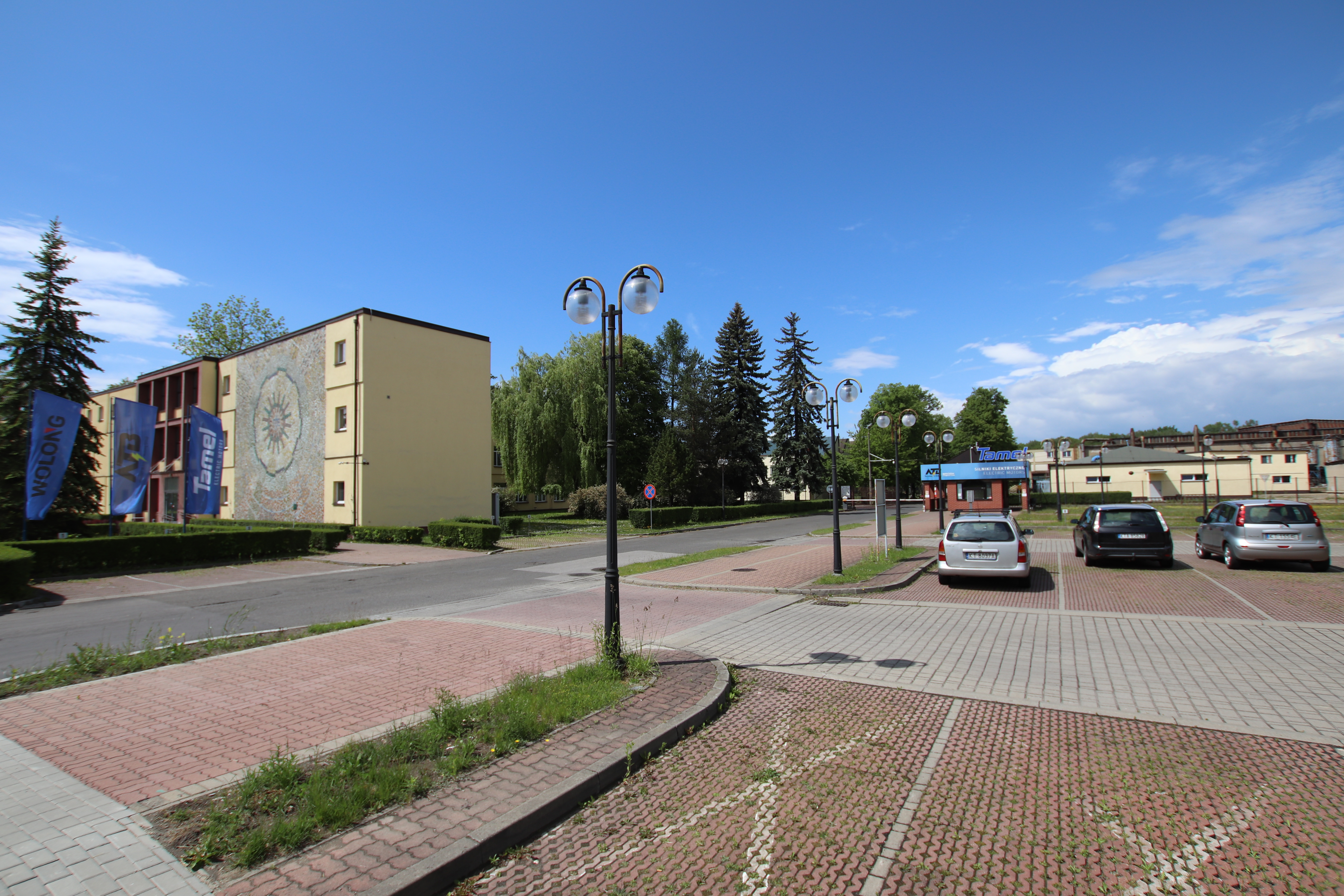
Wjazd, administracja i parking
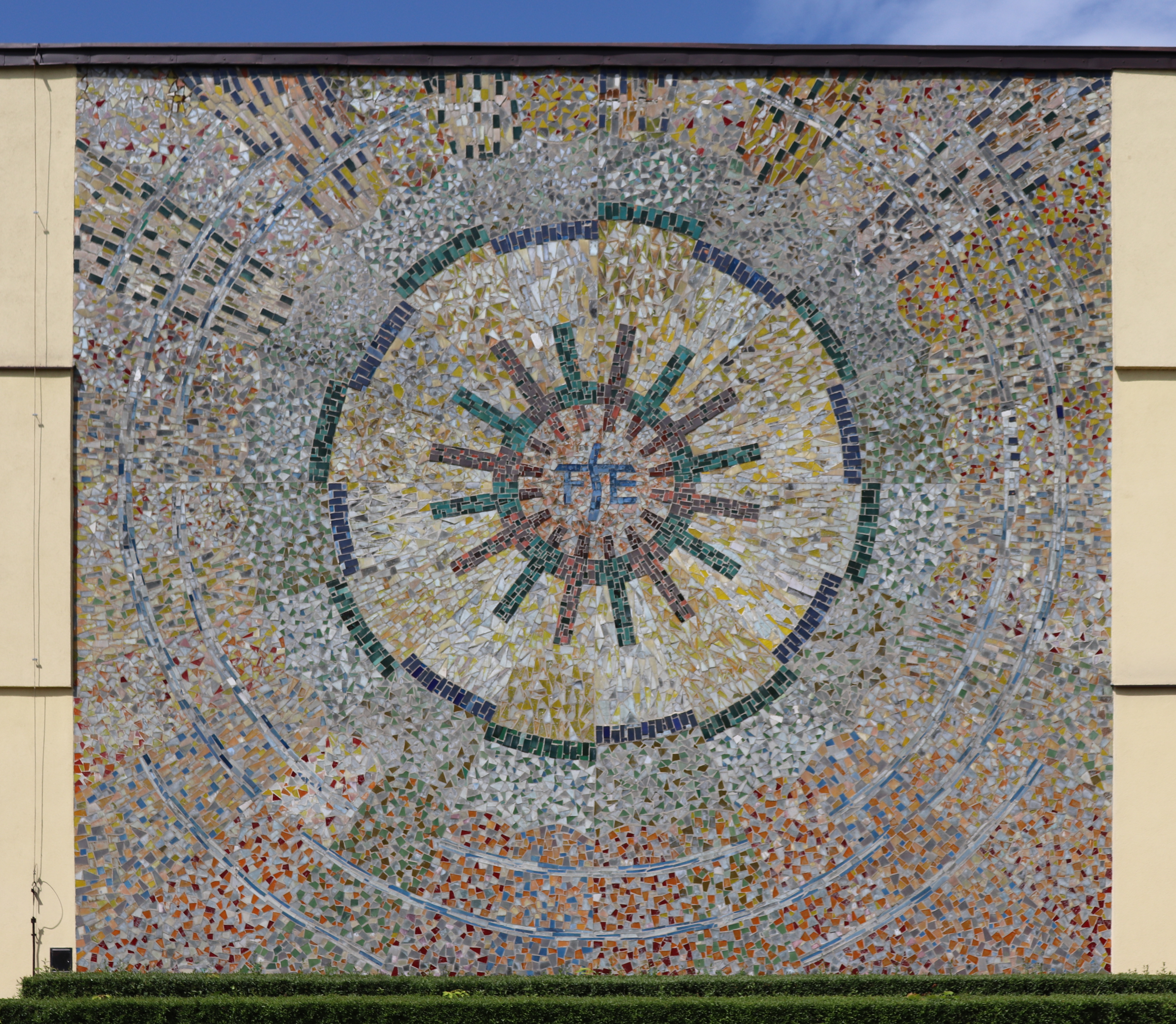
Mozaika na froncie budynku administracyjnego fabryki, zaprojektowana przez Bogdanę i Anatola Drwalów w 1975
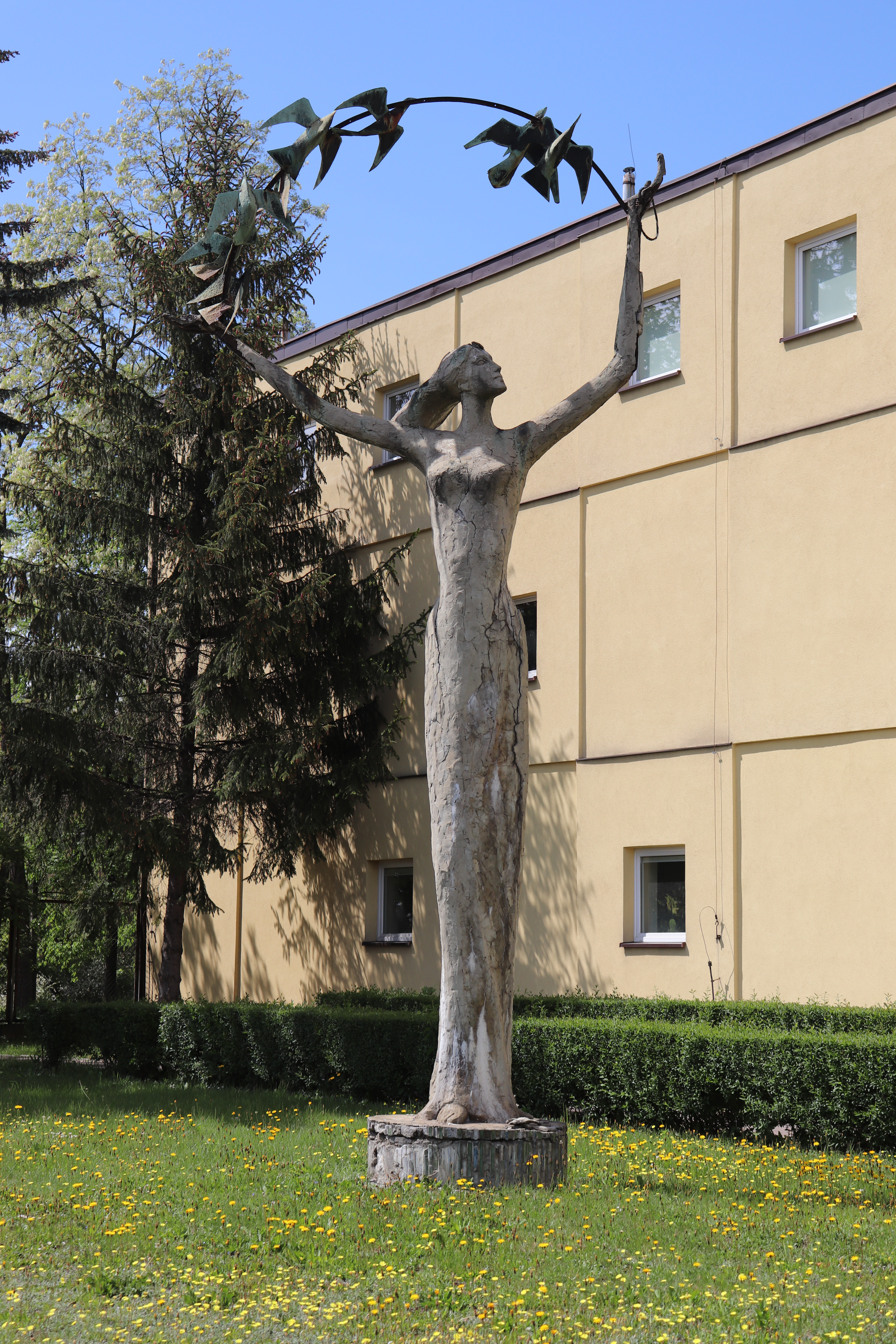
Rzeźba autorstwa małżeństwa Drwalów